# Gumstix

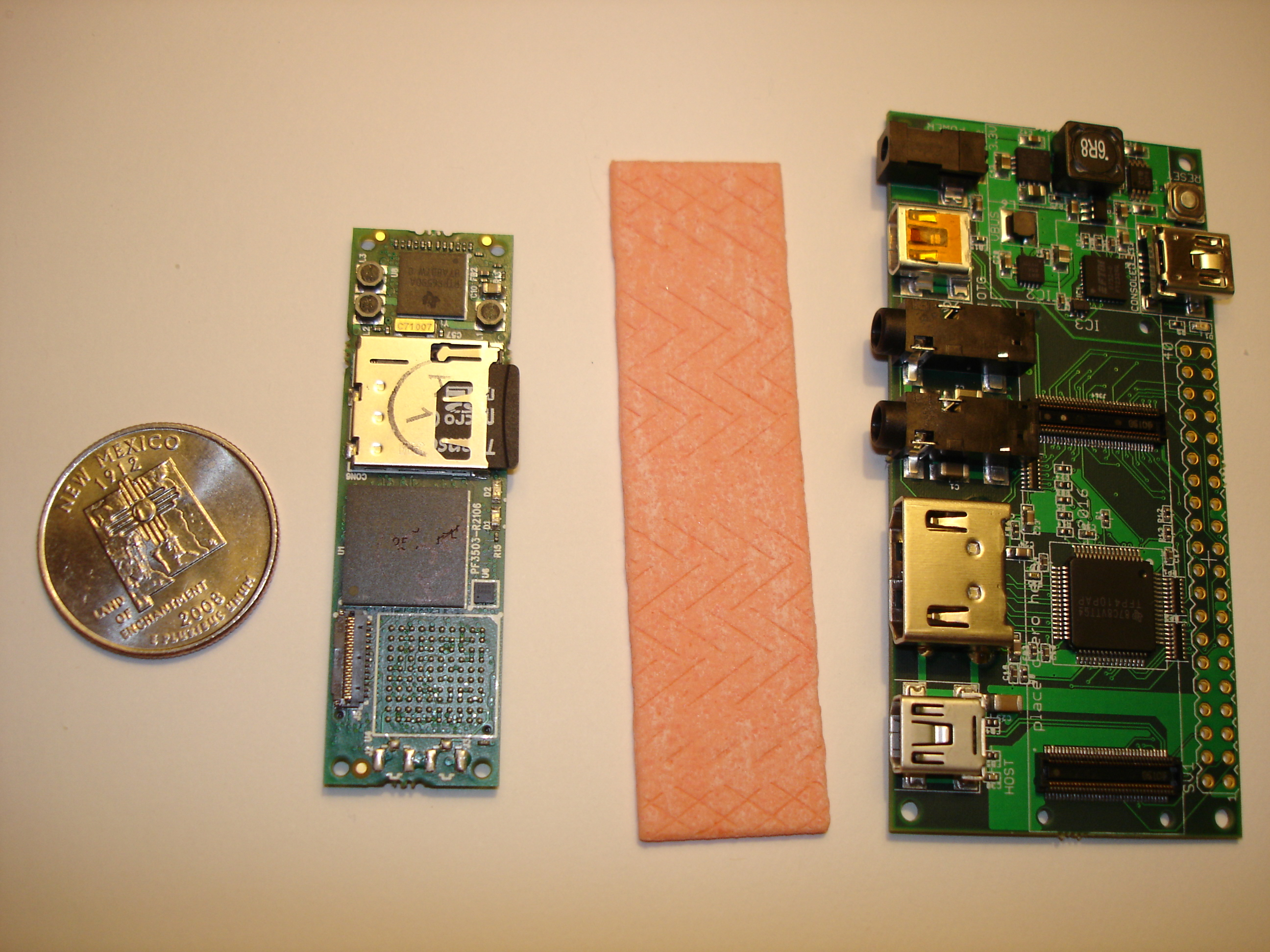
Cuarto de dólar, Gumstix Overo, chicle y placa de expansión Gumstix Summit

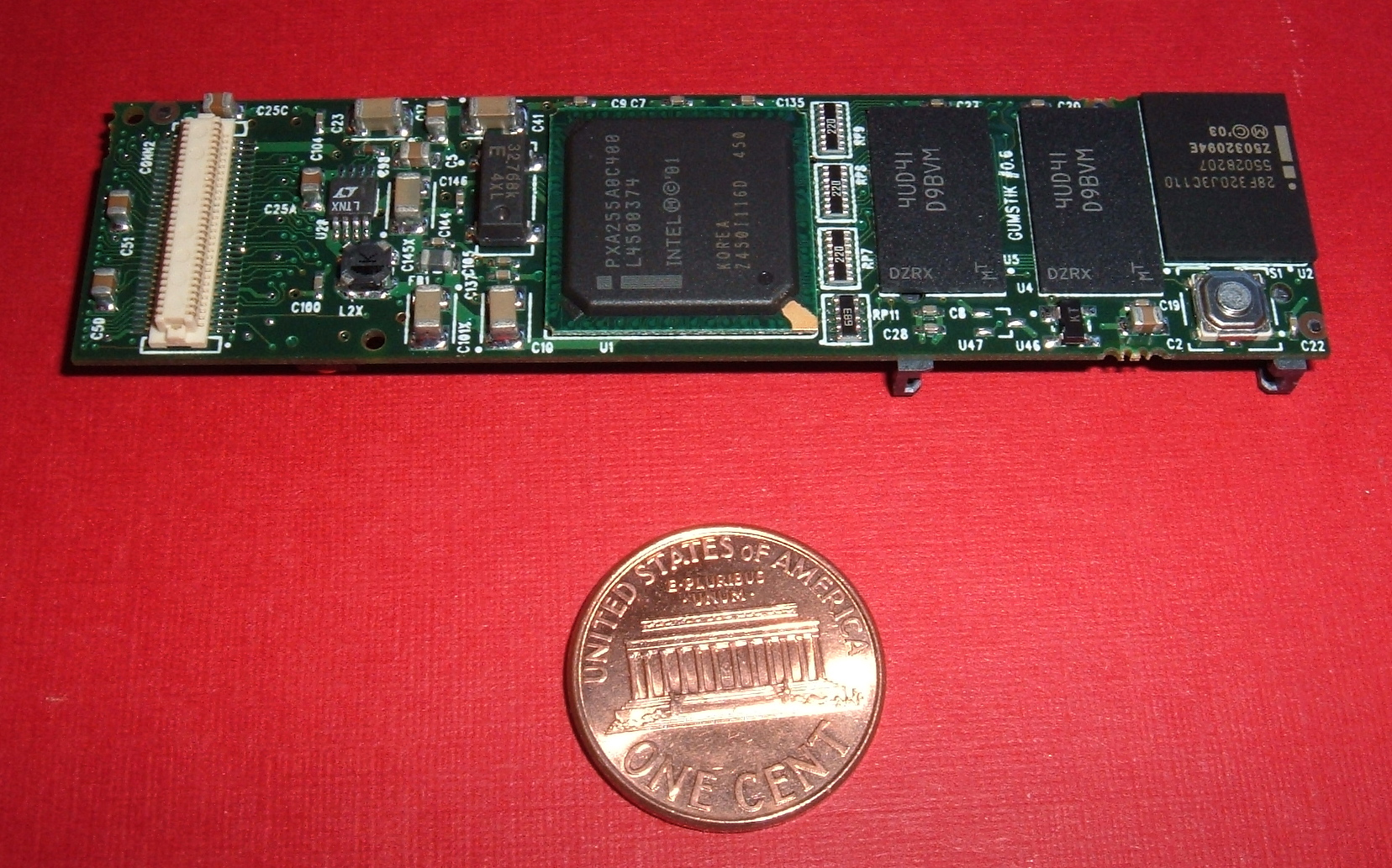
Computadora Gumstix.

Gumstix es una empresa fundada en 2003 por Gordon Kruberg que produce pequeños single-board computers. El nombre Gumstix se refiere al tamaño de su primera computadora, aproximadamente el de un chicle de barra, convirtiendo el sonido final del término "barra" (en inglés sticks) en "x" para indicar el sistema operativo utilizado, GNU/Linux.

Mientras que el diseño de cada placa computadora es siempre propietario, los diseños para tarjetas de expansión se publican bajo Licencias Creative Commons Compartir Igual. El paquete de software se basa en Linux, compilado usando el framework OpenEmbedded.
Gumstix cuenta actualmente con dos líneas de productos: la serie Overo basada en el Texas Instruments OMAP, y la serie Verdex Pro basada en el Marvell XScale. El pequeño ordenador en un módulo Gumstix Overo mide 17 x 58 x 4,2 mm (0,67 x 2,28 x 0,16 pulgadas), mientras que los un poco más grande Verdex Pro, del tamaño de un chicle, miden 80 x 20 x 5,3 mm (3,15 x 0,79 x 0,21 pulgadas) Los equipos Gumstix ofrecen una amplia gama de funciones incluyendo OMAP, PXA, microSD, interfaces inalámbricas para Bluetooth y Wi-Fi 802.11g, comunicación por puerto serie síncrona y asíncrona, RS-232, USB, 10/100 Ethernet y más en un factor de forma pequeño. La compañía proporciona Linux para OpenEmbedded.
Los equipos Gumstix se han utilizado en varios proyectos comerciales, educativos y de aficionados, como los dispositivos de medición de gestión de energía, dispositivos médicos, productos de seguridad y gestión de personal, dispositivos móviles y de mano, vehículos aéreos no tripulados y robótica.
Aunque carecen de documentación impresa, tienen varios sistemas de soporte en línea, como artículos, FAQs, una wiki mantenida por los usuarios y un archivo de listas de correo.

## Placas base
Las placas madre Gumstix son ordenadores en una tarjeta que se presentaban inicialmente en tres modelos, Verdex, Connex, y Basix, a los que han sucedido los actuales Overo y Verdex pro. Connex y Basix presentaban un microprocesador Marvell XScale PXA255 a 200 MHz o 400 MHz con 64 MB de SDRAM. Verdex y Verdex Pro un Marvell XScale PXA270 a 400 MHz o 600 MHz con hasta 128 MB de SDRAM. Las Overo utilizan en cambio un Texas Instruments OMAP 3503 a 600 o 750 MHz con 256 MB de SDRAM. Todas ellas ejecutan un Linux 2.6 con las utilidades Busybox, configurados con la biblioteca C uClibc para poder grabar en memoria flash. y usan el framework OpenEmbedded para proporcionar un entorno Linux en toda regla y una amplia gama de aplicaciones de Linux.
Se pueden agregar características adicionales a todas las placas base mediante tarjetas de expansión conectadas a través de uno o dos de los buses incluidos en cada placa. Las placas madre consumen menos de 250 mA a 4 Voltios a 400 MHz sin Bluetooth y menos de 50 mA mientras se encuentran esperando una entrada.

### Overo Earth
La Overo Earth fue lanzada en julio de 2008.
Ofrece mejoras con respecto a los diseños anteriores, incluyendo memoria mejorada (tiene 256 MB de memoria flash y 256 MB de SDRAM), el uso de un nuevo procesador (un Texas Instruments OMAP 3503 a 600 MHz), y un sistema nuevo conector que utiliza dos conectores para la tarjeta secundaria, lo que permite pilas de placas más fiables.

### Overo Air
La Overo Air fue lanzada en abril de 2009. Añade a la Overo Earth capacidades de red inalámbrica y Bluetooth.

### Overo Water
La Overo Water fue lanzada en julio de 2008 junto con la Overo Earth. Se diferencia de esta en el uso de un procesador Texas Instruments OMAP 3530 a 720 MHz.

### Overo Fire
La Overo Fire fue lanzada en abril de 2009. Añade a la Overo Water capacidades de red inalámbrica y Bluetooth.

### Verdex Pro
La Verdex Pro tiene un máximo de 128 MB de RAM, hasta 32 MB de StrataFlash en placa, un conector Hirose de 60 pines para entrada/salida, un conector Hirose de 80 pines para conectar tarjetas de expansión y un conector de cable flexible de 24 pines. Se pueden solicitar con Bluetooth incluido como opción.
Las placas base Verdex Pro se puede pedir en volumen con una velocidad de procesador de 300 MHz, 400 MHz, 500 MHz y 600 MHz con cualquier combinación de memoria RAM, flash, y conectores de la tarjeta de expansión.

### Verdex
La Verdex tiene un máximo de 128 MB de RAM, hasta 32 MB de StrataFlash en placa, un conector Hirose de 60 pines para entrada/salida, un conector Molex de 120 pines para conectar placas de expansión y tiene en opción Infineon Bluetooth. Fue descatalogado en mayo de 2009.
Las diferencias principales de las placas Verdex con las Basix y Connex son: USB host (12 megabit/segundo) y mayores capacidades de memoria RAM y memoria flash.

### Connex
La Connex presenta 16 MB de StrataFlash en placa, un conector Hirose de 60 pines para entrada/salida, un conector de 92 pines para tarjetas de expansión adicionales e Infineon Bluetooth como opción. Fue descatalogado en mayo de 2009.

### Basix
La Basix presenta 4 MB de StrataFlash en placa, un conector Hirose de 60 pines para entrada/salida, una ranura Multi Media Card y Infineon Bluetooth como opcional. Los modelos Basix-xm amplían los 4 MB de flash a 16 MB. Fue descatalogado en mayo de 2009.

## Ordenadores
Gumstix tiene dos líneas de ordenadores en caja: Netstix y Waysmall. Ninguno de ellos soporta la conexión a un monitor de escritorio, aunque la compañía vende tarjetas de expansión que permiten el uso de una variedad de pequeñas pantallas táctiles LCD.
En lugar de conectar dispositivos de entrada como teclados o ratones directamente los usuarios acceden al dispositivo a través de un puerto serie, utilizando el teclado y el monitor de una PC corriendo un emulador de terminal.

### Netstix
Los ordenadores Netstix, basados en la placa madre Connex, proporcionan ordenadores conectados vía Ethernet 10/100 Mb con CompactFlash (CF) para almacenamiento.

### Waysmall
Los ordenadores Waysmall, basados en la placa madre Basix, tienen conectividad USB y serial y un emulador de terminal. Utilizan tarjetas Multi Media Card (MMC) como medio de almacenamiento.

## Software development kit
Gumstix utiliza el framework OpenEmbedded para rastrear y buscar las dependencias, hacer una compilación cruzada de los paquetes y construir imágenes completas mediante el uso de BitBake. Tras la compilación, la imagen rootfs y el kernel se transfieren a la Gumstix mediante una conexión serie, usando tarjetas CompactFlash o Multi Media Card, o mediante red Ethernet (dependiendo de la configuración del sistema y lo que las tarjetas de expansión que se utilizan)
Software adicional puede ser descargado directamente precompilado de los repositorios de Gumstix o compilado usando BitBake. El software se instala y administra mediante paquetes ipkg.

## Ingeniería y expansión
Gumstix ofrece diagramas y esquemas de productos para ayudar a los clientes en el diseño y la visualización de las nuevas cajas y tarjetas personalizadas de expansión.

## Visualización 3D
Este entorno de modelado para diseñadores de productos electrónicos integra herramientas de diseño populares, imágenes en 3D y secuencias de comandos de software destinados a facilitar el diseño y la visualización de las cajas de nuevos productos y tarjetas personalizadas de expansión, mediante la combinación de imágenes 3D de productos Gumstix con Google SketchUp, Google 3D Warehouse y Cadsoft's Eagle CAD.